# Wordle
Wordle（ワードル）はRedditの元従業員でソフトウェアエンジニアであるジョシュ・ウォードル (Josh Wardle) が開発したWebベースのパズルゲームである。プレイヤーは6回の試行の間に5文字の英単語を推測する。推測の度にタイルの色が変化することでユーザーに情報が与えられ、正答の単語において推測した各文字が正しい位置にあるか、あるいは別の位置に存在するかが明らかにされる。ゲームのルールはマスターマインドに似ているが、Wordleではどの文字が正しいかをプレイヤーが把握できる。正答となる単語は毎日更新され、この単語は全てのユーザーで共通である。
ウォードルは当初、自分とパートナーがプレイできるゲームを作成し、2021年10月にこれを公開した。2021年12月に、絵文字の正方形をコピーすることでユーザーがその日の結果をTwitterで共有できる機能をウォードルが追加すると、このゲームは広く注目を浴びるようになる。類似のゲームも開発されており、他の言語版も公開された。2022年1月にはニューヨークタイムズ社が数億円と推測される非公開価格でこのゲームを買収したが、当面は無料で遊べるままにされる予定である。

## 遊び方
プレイヤーが6回の試行で推測する5文字の単語が毎日選ばれる。推測を行う毎に、各文字は緑、黄色、または灰色のいずれかの色にマークされる。緑は文字が正しく、かつ正しい位置にあることを示す。黄色は答えとなる単語が推測した文字を含むが正しい位置にないことを意味し、灰色は文字が答えの単語に含まれないことを意味する。「ハードモード」のオプションを選択すると、プレイヤーはその後の推測で緑と黄色のマークが付いた文字を含めなければならない。毎日の変わる単語は全てのユーザーで共通である。他に、ダークモードと色覚異常を持つユーザーのためのハイコントラストテーマもあり、ハイコントラストテーマでは文字の配色が緑と黄色からオレンジと青に変わる。
このゲームの仕組みは1955年に開発されたペンと紙のゲームJottoや、テレビ番組のLingoに似ている。また、Wordleが正しい特定の文字を確認することを除いて、2人用ボードゲームのマスターマインドやBulls and Cowsにも似ている。毎日、（英語の12,000の5文字の単語のうち）ランダムに並べられた2,315語の単語リストから1つの単語が使用される。単語リストは、ウォードルのパートナーが5文字の単語を彼女が知っている単語、知らない単語、知っている可能性のある単語に分類することで選択された。開発者は英国のドメイン名を使用しているが、 Wordleはアメリカ英語を使用している。また、ウォードルはウェールズ出身だが、ニューヨークに住んでいる。ある答えは「favor」だったが、これに一部の英国のプレイヤーは激怒し、これが米国のプレイヤーに不当な優位性を与えたと不平を言った。

## シェア
上記の解説にもあるが、Wordleの他のゲームと違うユニークな点は、「SNSで結果をシェアすることができる」機能にある。
このとき、結果の表現として、図のように「Wordle [第n回] [正解までの試行回数]」が文字で記入される。
試行回数は6回中でいつ正解できたかを示す。例えば図のように4回目で正解したならば「4/6」と表記される。正解できなかった場合には、「X/6」と表記される。
次に四角を5個並べ、灰、緑、黄の四角によって、途中経過を表示させる。色は遊び方の項で説明したものと同じ意味を持つ。

他のWordleのシステムを利用したものでも同じような表示を見ることができる。

## 日本語のWordleクローン
- 『WORDLE ja』（開発者：aseruneko）[22][23]
- 『ことのはたんご』（開発者：大西力登）[24]
- 『言葉で遊ぼう』（原題：言葉遊ボウ、開発者：Desmond Lee）[25]
- 『POKEMON WORDLE』（ポケモン版、開発者：やど）[26][27]
- 『漢字ル』（四字熟語版、開発者：大坪弘尚）[28]